# Поцоново
Поцоново (итал. Pozzonovo) је насеље у Италији у округу Падова, региону Венето.
Према процени из 2011. у насељу је живело 2927 становника. Насеље се налази на надморској висини од 5 м.

## Становништво
Према резултатима пописа становништва 2011. у општини је живело 3.653 становника.
| 1931. | 1936. | 1951. | 1961. | 1971. | 1981. | 1991. | 2001. | 2011. |
| ----- | ----- | ----- | ----- | ----- | ----- | ----- | ----- | ----- |
| 4.318 | 4.655 | 4.739 | 3.626 | 3.413 | 3.435 | 3.523 | 3.445 | 3.653 |